# Casilda Clemente
Casilda Clemente (Santo Domingo, 9 maggio 1963) è un'ex cestista dominicana.

## Carriera
Con la Rep. Dominicana ha disputato i Campionati americani del 1989.